# Clima de Santa Catarina

Mapa climático de Santa Catarina.

O clima de Santa Catarina é um domínio de estudos e conhecimentos sobre os aspectos climáticos do território catarinense. O território catarinense abrange dois tipos climáticos. São eles: o subtropical úmido com verões cálidos (Cfa) e o úmido com estios amenos (Cfb). Ambos tem as quatro estações do ano bem definidas e regime de chuvas bem distribuído ao longo do ano. O subtropical Cfa aparece na baixada litorânea e nas porções de menor altitude do planalto (extremidade oeste e vale do rio Uruguai). Possui temperaturas médias registradas de 20 °C, na baixada e no vale do Uruguai e 18 °C na extremidade oeste.
O subtropical Cfb aparece no restante do planalto. Possui temperaturas médias registradas entre 16 e 18 °C, porém, as de verão e de inverno são diferentes, por isso há grande amplitude térmica ao longo do ano. Os invernos são bem frios: em algumas regiões, são observados anualmente cerca de 25 dias de geada. Nessa época, é mais comum a incursão de massas de ar polares, algumas delas mais fortes e abrangentes. Estas fazem as temperaturas caírem para abaixo de zero em várias cidades. A maioria delas estão situadas no Meio Oeste, Planalto Norte e Planalto Sul. Nesta última se localizam Bom Jardim da Serra, São Joaquim, Urubici e Urupema, que estão entre os municípios mais frios do país.
Boa parte do Rio Grande do Sul se situa em latitudes mais inferiores a Santa Catarina. Apesar disso, é nas áreas mais elevadas do planalto sul catarinense em que há uma maior ocorrência de quedas de neve no Brasil nos meses de inverno. Santa Catarina também detém o recorde de mais baixa temperatura registrada em território brasileiro por órgãos oficiais. Esta temperatura foi de −14 °C em Caçador em 11 de junho de 1952. Por outro lado, a maior temperatura atingiu 44,6 °C em Orleans no dia 6 de janeiro de 1963. As localidades mais quentes do estado estão localizadas nas regiões do litoral sul, Vale do Itajaí e extremo oeste. Isso porque nesta está a cidade tida como a mais quente de Santa Catarina, Itapiranga. Nessas regiões, as temperaturas podem ultrapassar os 40 °C no verão ou em outras ocasiões extremas.

## Precipitação pluviométrica
Chuvas mais ou menos grandes, com índices acima de 1 300 mm por ano, alcançando, em algumas regiões, até 2 000 mm, marcam a conduta desse elemento climático em Santa Catarina, além das precipitações, que razoavelmente espalham-se muito por meio das estações do ano e diminuem rapidamente nos meses frios de inverno.
Muitas chuvas, associada à razoavelmente equilibrada distribuição no decorrer dos meses, fornecem condição benéfica para a diversidade as plantas. Além disso, pela mesma localização geográfica de Santa Catarina na zona temperada do sul, a ocorrência de raios do sol provoca muito calor e muitas temperaturas existentes se não bem altas, que, no entanto, estimulam com suficiência para a diversidade das plantas.

## Zonas climáticas e temperaturas
A conduta a cada ano, nos possibilita, no entanto, a identificação ambos os subtipos climáticos:
- Subtipo Mesotérmico úmido, com "verão quente";
- Subtipo Mesotérmico úmido, com "verão brando".

Percebe-se que, neste reconhecimento, de subtipos de clima, a variação mais significativa é a temperatura, influenciada pelo fator relevo: a latitude é corrigida pela altitude, significa uma conceituação fundamental. Possivelmente entendemos, então, com embasamento em que a temperatura se comporta, a apresentação das regiões de altitudes mais altas com temperaturas, com "verão ameno".
Considerando a temperatura como elemento que começa a dividir o estado em zonas climáticas, se vê a seguinte marcação pelo mapa das isotermas:
- Uma faixa mais costeira e as superfícies de menor altitude da bacia do rio Iguaçu, onde as temperaturas médias variam de 18º C e 20,5 ºC.
- Uma faixa que equivale às áreas de maior altitude, onde as médias variam de 14,3º C a 16,3 ºC.

Refere-se, nesta situação, à média por ano. Diferenciações mais relevantes serão percebidos no momento em que as regiões climáticas e a conduta da temperatura média, dos meses de invernos aos meses de verão:
| Áreas | Isoterma anual | Isoterma de verão | Isoterma de inverno |
| ----- | -------------- | ----------------- | ------------------- |
| 1º    | 18,0 a 20,5°C  | 22 a 24,5°C       | 14 a 17°C           |
| 2º    | 14,3 a 16,5°C  | 18 a 22°C         | 10 a 14°C           |

## Massas de ar
As "massas de ar" controladoras de condições climáticas, em Santa Catarina, são, a saber:
- Polar Atlântica (PA): gelada e menos úmida;
- Polar Pacífica (PP): gelada e menos úmida;
- Tropical Atlântica (TA): cálida e chuvosa;
- Equatorial Continental (EA): cálida e chuvosa.

A massa de ar que age mais repetidamente, especialmente no verão, causador dos ventos do quadrante norte que se curvam no Litoral, é a Tropical Atlântica.
No inverno, mais insistentemente, e às vezes nas demais estações, a Polar Atlântica age, igualmente, com grande importância. De origem da mesma região de onde vem — a Antártida — a segunda massa gelada inclina-se com menos frequência, no entanto, exerce sua grande influência nas condições climáticas no Oeste e igualmente no Planalto.
A massa de ar, com centro de dispersão na região da linha do Equador, e por isso chamado de Equatorial Continental, atua da mesma forma com menos intensidade, no entanto, contatando com demais massas, condiciona as situações de relâmpagos e trovoadas, especialmente nos meses primaveris, como setembro, outubro e novembro.
A Polar Atlântica, com frequência, luta contra a Tropical Atlântica, e a faixa de contato de ambas as massas de ar é mais dinâmica, e por isso são reconhecidos os fenômenos denominados "frontológicos". Realmente, é uma luta pela dominação das condições climáticas, cada uma na tentativa de, conforme as forças com as quais contam, expulsar a segunda. Resultam dessa disputa a produção de chuvas naturais, intensas ou equilibradas, as quais predominam especialmente no decorrer da faixa de atrito.
Em Santa Catarina, onde cresce a maricultura, em que dissemina-se a agricultura, e as plantações agrícolas sujeitas aos fenômenos do clima, como o acontecimento de geadas, granizos, em regiões mais altas do Planalto, a previsão do tempo é assunto de importância.
Certas plantações agrícolas, por exemplo, a da uva, do fumo, a fruticultura de espécies fracas, são terrivelmente prejudicadas porque chove granizo de vez em quando ou uma vez que formam geadas em momentos de queda brusca das temperaturas nubladas, porque as "frentes frias", tanto da Polar Pacífica como da Polar Atlântica invadem a região.